# Punique (langue)

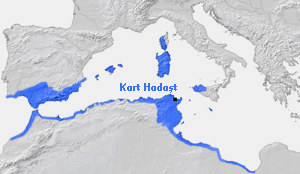
Étendue du territoire carthaginois au début du IIIe siècle av. J.-C.

La langue punique, aussi appelée carthaginois, phénico-punique ou simplement punique, est une variété éteinte du phénicien, une langue de Canaan appartenant aux langues sémitiques et s'écrit de droite à gauche sans voyelles, tout comme le phénicien.
Le punique était parlé au travers de la civilisation carthaginoise en Afrique du Nord et dans plusieurs îles méditerranéennes par les Puniques entre 1100 et 700 av. J.-C., avec la ville de Carthage dans l'actuelle Tunisie pour centre. Les Puniques sont restés en contact avec la Phénicie ou ses territoires jusqu'à la destruction de Carthage par la République romaine, en 146 av. J.-C.

## Description
Les formules religieuses et les noms puniques sont bien connus, en raison des inscriptions. La pièce Poenulus (Le petit Carthaginois) de Plaute contient quelques lignes de punique vernaculaire transcrit en latin, prononcées par le personnage du carthaginois Hannon, et permettent, contrairement aux inscriptions, de connaître quelques voyelles de la langue. Le punique traditionnel utilise un alphabet consonantique (abjad) et s'écrit donc sans voyelles.
Saint Augustin d'Hippone est généralement considéré comme le dernier grand écrivain en punique, et il constitue la source majeure de la preuve de la survie du punique au Ve siècle. D'après lui, la langue punique était parlée dans sa région (province d'Afrique), même après la chute de la Carthage punique, et les gens s'y considéraient toujours comme « chanani » (Canaanite ou Carthaginois). En 401, il écrit :
« Quae lingua si improbatur abs te, nega Punicis libris, ut a viris doctissimis proditur, multa sapienter esse mandata memoriae. Poeniteat te certe ibi natum, ubi huius linguae cunabula recalent. »
—  Ep. xvii
        
« Et si jamais vous rejetez la langue punique, vous faites virtuellement le déni de ce qui a été admis par la plupart des hommes savants, que plusieurs choses ont été sagement préservées de l'oubli, dans des livres écrits en punique. Non, vous devriez même avoir honte d'être né dans le pays dans lequel le berceau de cette langue est encore chaud. »
Le punique a probablement survécu à la conquête musulmane du Maghreb : le géographe d'Al-Andalus, Al-Bakri, décrit au XIe siècle des gens qui parlent une langue qui n'est ni berbère, ni latin ni copte dans l'Ifriqiya. De plus, il est probable que l'arabisation des habitants était facilitée par le fait que leur langue était proche, les deux étant des langues sémitiques, et avait donc plusieurs similitudes grammaticales et lexicales avec l'arabe.

## Histoire

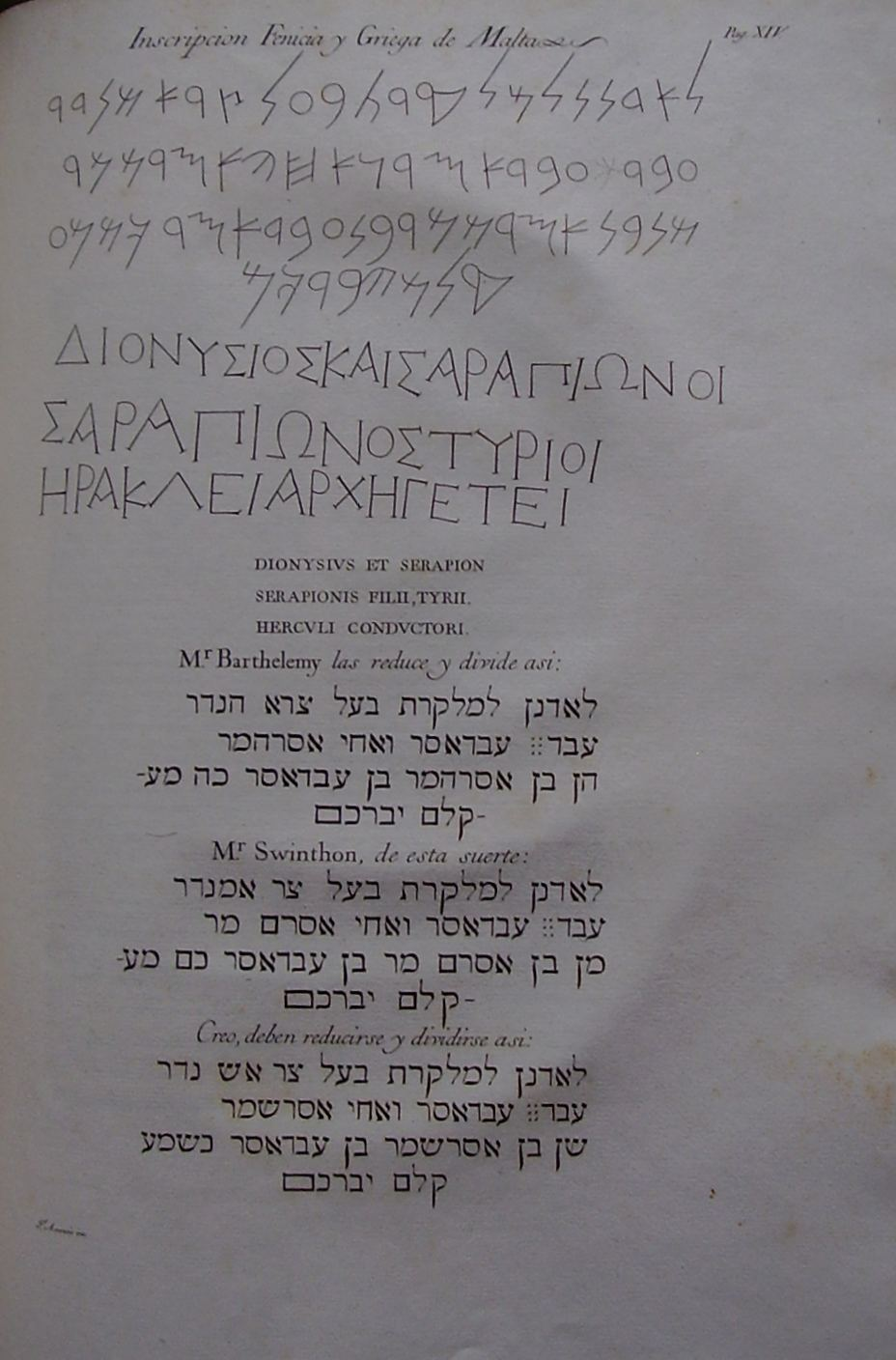
Inscription en punique, grec et hébreu à Malte

Pendant la période où le punique est parlé, il change progressivement sous l'influence des langues berbères anciennes dont le « numide » et le libyque, se différenciant de plus en plus du phénicien. Au début, il n'y a pas beaucoup de différences entre le phénicien et le punique, mais au fil du temps, Carthage et ses colonies perdent contact avec la Phénicie. Le punique est alors moins influencé par le phénicien et davantage par les langues berbères locales. Le terme « néo-punique » réfère à cette modification progressive du phénicien par l'ajout du berbère dans la langue carthaginoise. Le néo-punique se réfère également au dialecte parlé dans la province d'Afrique après la destruction de Carthage en 146 av. J.-C., à la suite de la conquête romaine des territoires puniques.
Toutes les formes de punique ont changé après cette date selon Salluste, qui affirme que le punique est altéré par les intermarriages avec les Numides.
Cette affirmation est en accord avec des indications qui suggèrent une influence nord-africaine sur le punique, comme celle du libyque-berbère.
Le néo-punique se différencie de la langue punique traditionnelle par la prononciation des mots de manière plus phonétique[Quoi ?] que l'ancien punique et par l'usage de noms non puniques, qui étaient principalement d'origine libyque-berbère. La raison de cette différenciation dialectale est le changement qu'a subi le punique à cause de son extension au travers de l'actuelle Afrique du Nord et son adoption par les peuples de cette région.
Une autre version du punique serait le latino-punique, du punique écrit en caractères latins, avec une orthographe favorisant la prononciation punique, d'une manière similaire à ce que font l'arabe tunisien et les autres dialectes maghrébins avec les caractères latins. Le latino-punique était parlé jusqu'aux VIe et VIIe siècles et a été préservé dans 70 textes retrouvés, ce qui montre la préservation du punique à l'époque romaine. Sa survie est en partie due aux personnes, loin de l'influence romaine, qui n'avaient pas besoin d'apprendre le latin. Au IVe siècle, le punique traditionnel était encore utilisé dans le territoire de l'actuelle Tunisie, dans certaines parties de l'Afrique du Nord et du bassin méditerranéen. Vers 400, le punique traditionnel, utilisant l'alphabet phénicien, était toujours utilisé, avec des inscriptions figurant sur des monuments, et l'alphabet néo-punique cursif était utilisé ailleurs. L'alphabet néo-punique descend du punique.
Selon Augustin d'Hippone, les villageois (en latin : rustici) d'Afrique du Nord, parlant la langue phénicienne (« lingua punica »), s'identifiaient eux-mêmes ou leur langue comme « Chanani ». Augustin, dans une discussion sur la guérison de la fille d'une Cananéenne du Nouveau Testament, a soutenu que ce nom Chanani était le même que le mot Chananaei (« Cananéens »). La formulation latine correcte parmi les manuscrits est débattue et le contexte est ambigu. Bien que ce passage ait été avancé pour démontrer que le nom « Cananéen » était l'endonyme des Phéniciens, il est possible que le contexte rhétorique des paroles d'Augustin signifie qu'elles ne peuvent pas être invoquées comme preuve historique.

## Alphabet
L'écriture punique, tout comme le phénicien dont elle constitue une variante, compte 22 consonnes. Bien que proches, certaines lettres de l'alphabet phénicien ont une prononciation légèrement différente en punique, par rapport au phénicien.

## Littérature
Certains ouvrages littéraires en punique, tels que les 28 tomes d'agronomie de Magon le Carthaginois, ont étendu l'influence de Carthage. Le Sénat romain apprécie ses travaux à tel point qu'après la prise de Carthage, il les présente même à des princes berbères locaux possédant des bibliothèques. Les traités de Magon sont également traduits en grec ancien par Cassius Dionysius d'Utique ; la version latine a probablement été traduite du grec. D'autres exemples de littérature punique incluent les périples de Hannon le Navigateur, qui décrit ses périples pendant ses voyages maritimes autour de l'Afrique en plus de la création de nouvelles colonies puniques,.
La littérature punique était également réputée dans la philosophie, en particulier avec Clitomaque et dans le droit, l’histoire et la géographie, selon les Grecs. Toutefois, seuls des fragments de textes nous sont parvenus.